# Genki Haraguchi
Genki Haraguchi (Prefectura de Saitama, Japó, 9 de maig de 1991) és un futbolista japonès que juga per l'Urawa Red Diamonds.

## Selecció japonesa
Genki Haraguchi va disputar 3 partits amb la selecció japonesa.